# Riccardo Morandi
Riccardo Morandi (Roma, 1º settembre 1902 – Roma, 25 dicembre 1989) è stato un ingegnere italiano.
Considerato uno dei più importanti e innovativi ingegneri e progettisti del XX secolo, iniziò la sua attività in Calabria, sullo scorcio degli anni venti, con la progettazione di strutture in calcestruzzo armato per il recupero di edifici di pregio (principalmente chiese) che riportavano ancora i danni del terremoto del 1908. Tornò poi a Roma continuando lo studio o la soluzione dei problemi tecnici connessi a questo tipo di struttura (allora nuova per l'Italia).

## Biografia

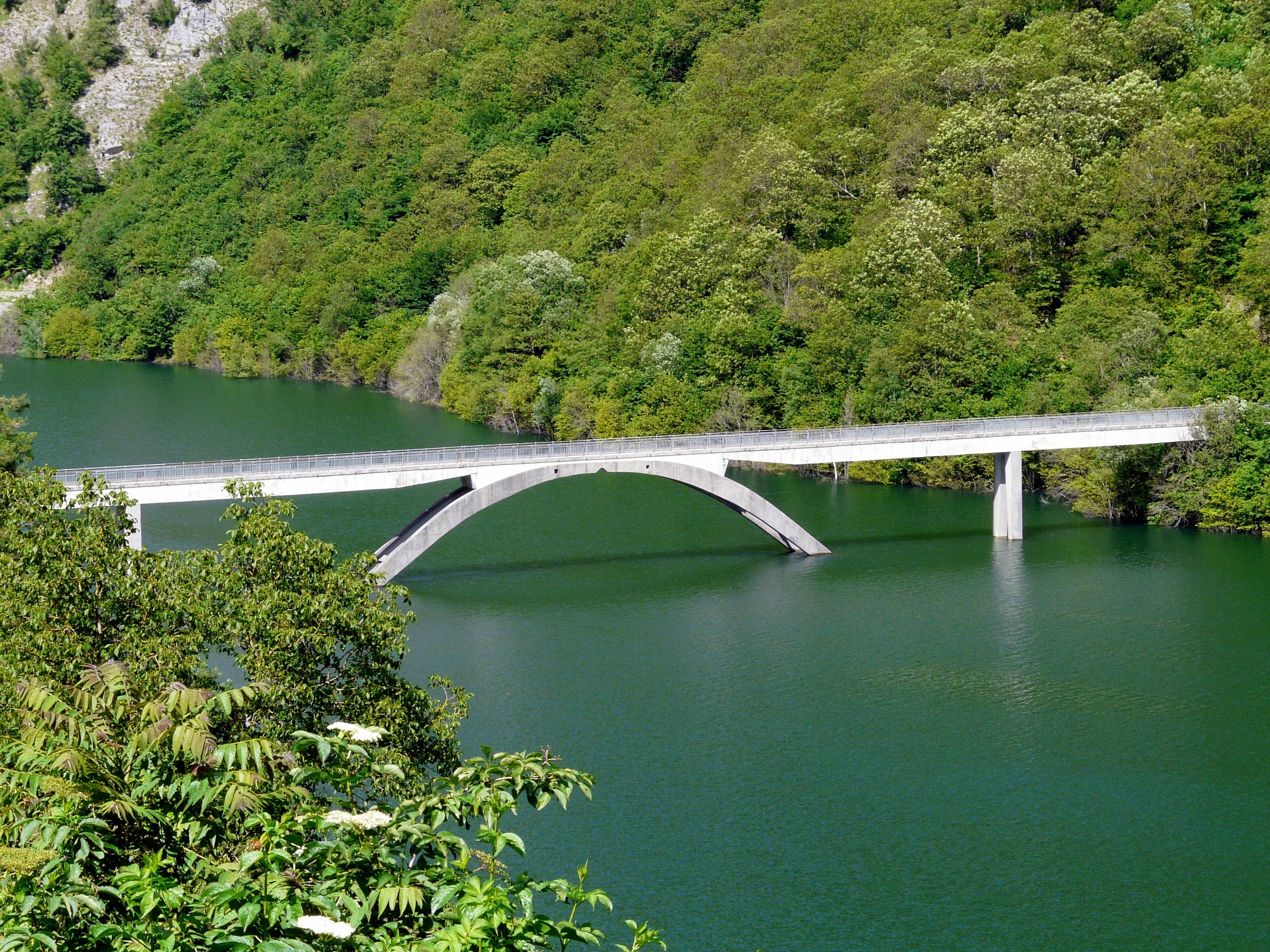
Passerella pedonale sul Lago di Vagli (1955)

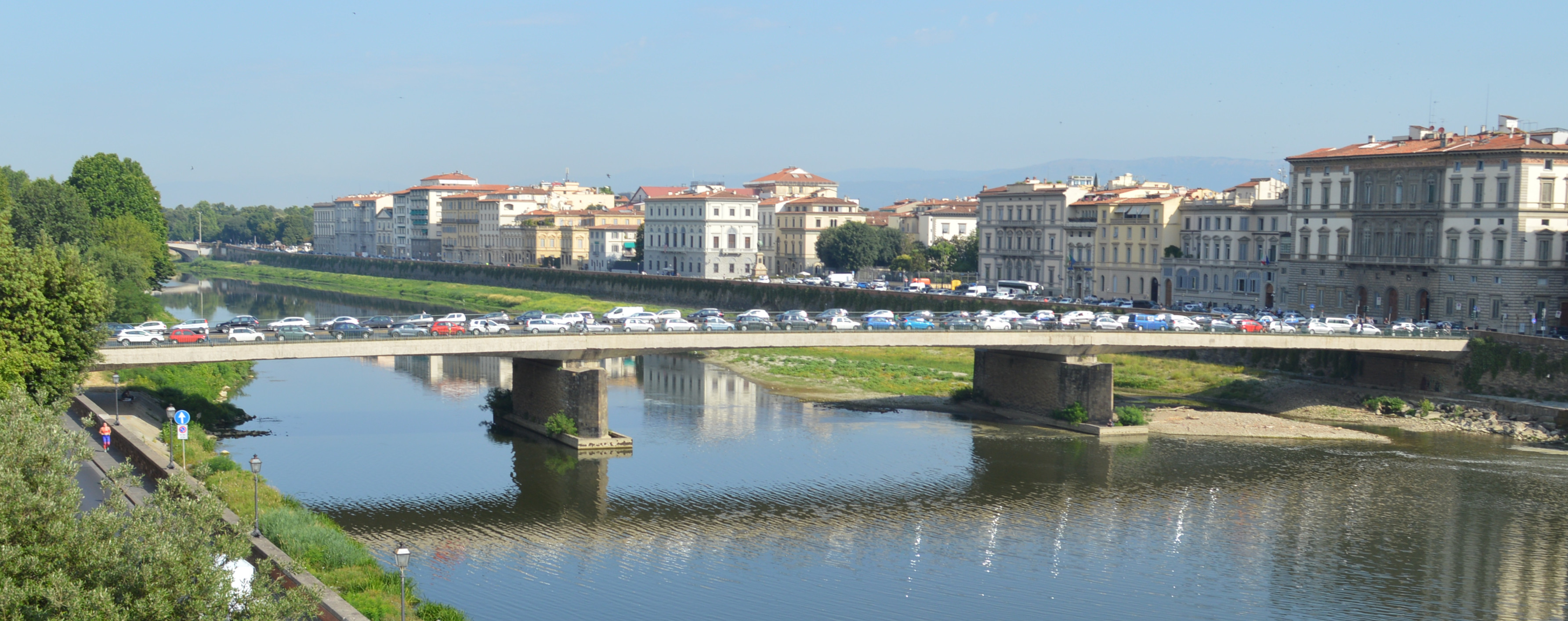
Ponte Amerigo Vespucci, Firenze (1957)

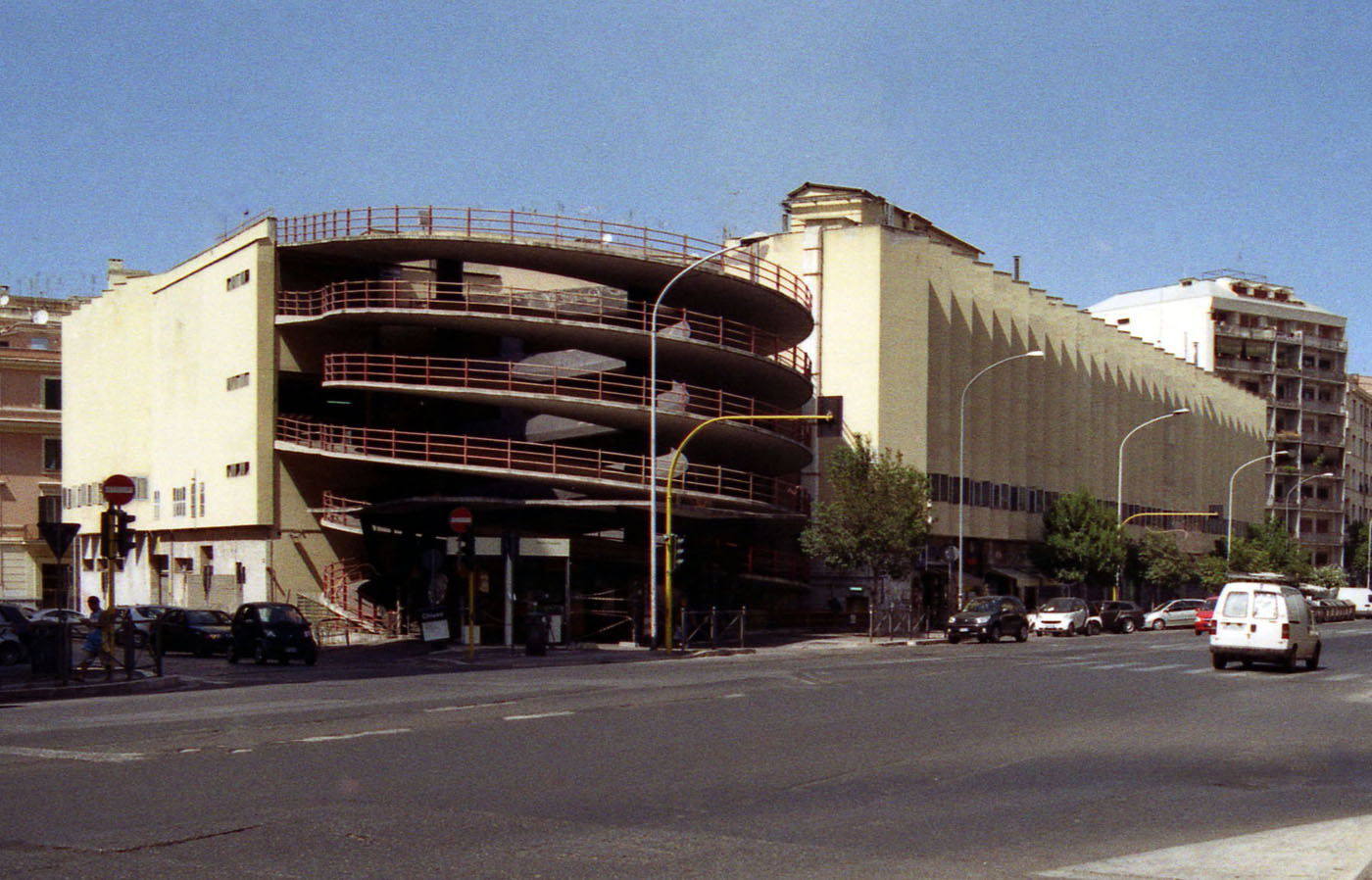
Mercato coperto Metronio, Roma (1957)

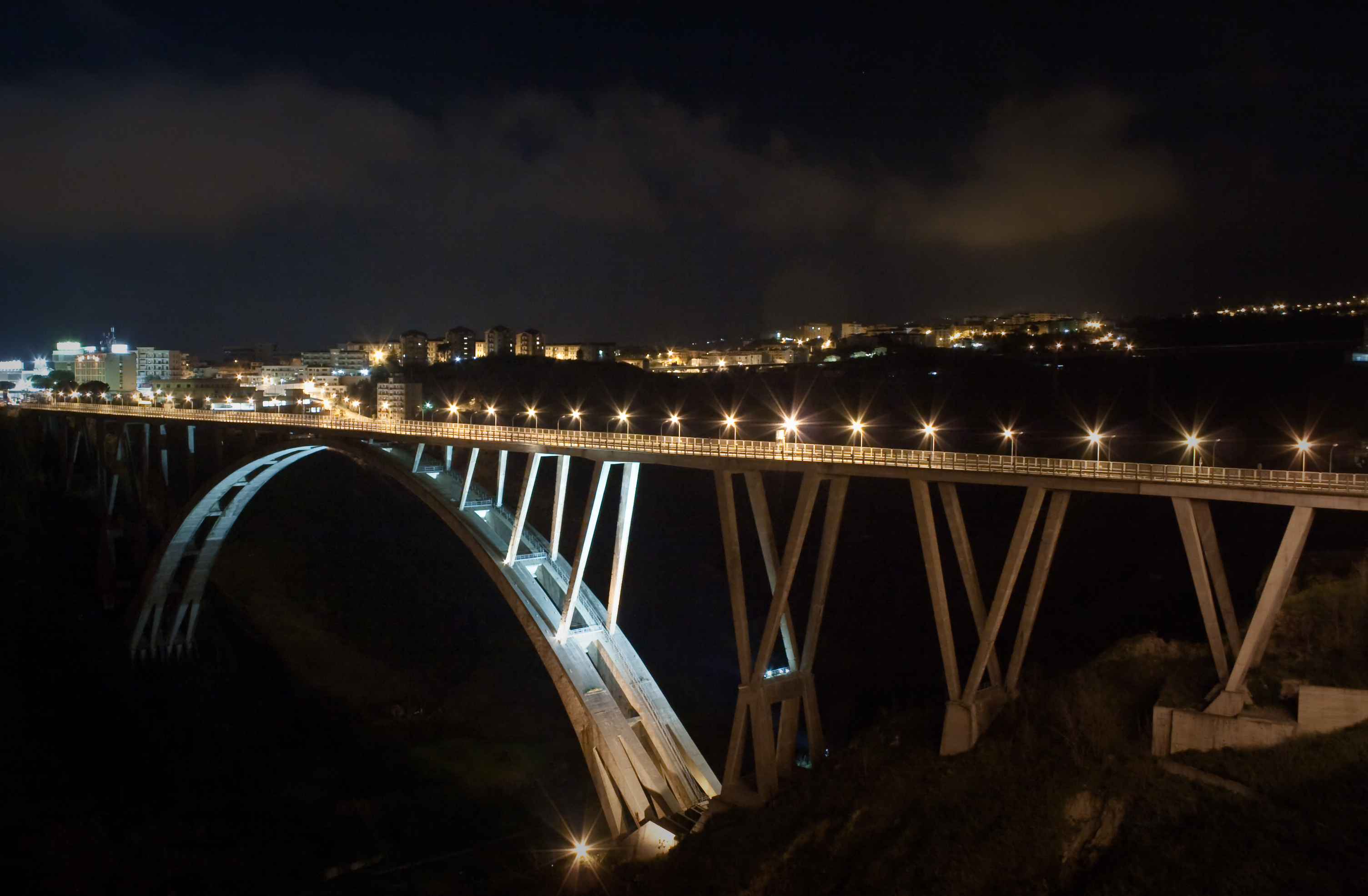
Ponte Bisantis, Catanzaro (1962)

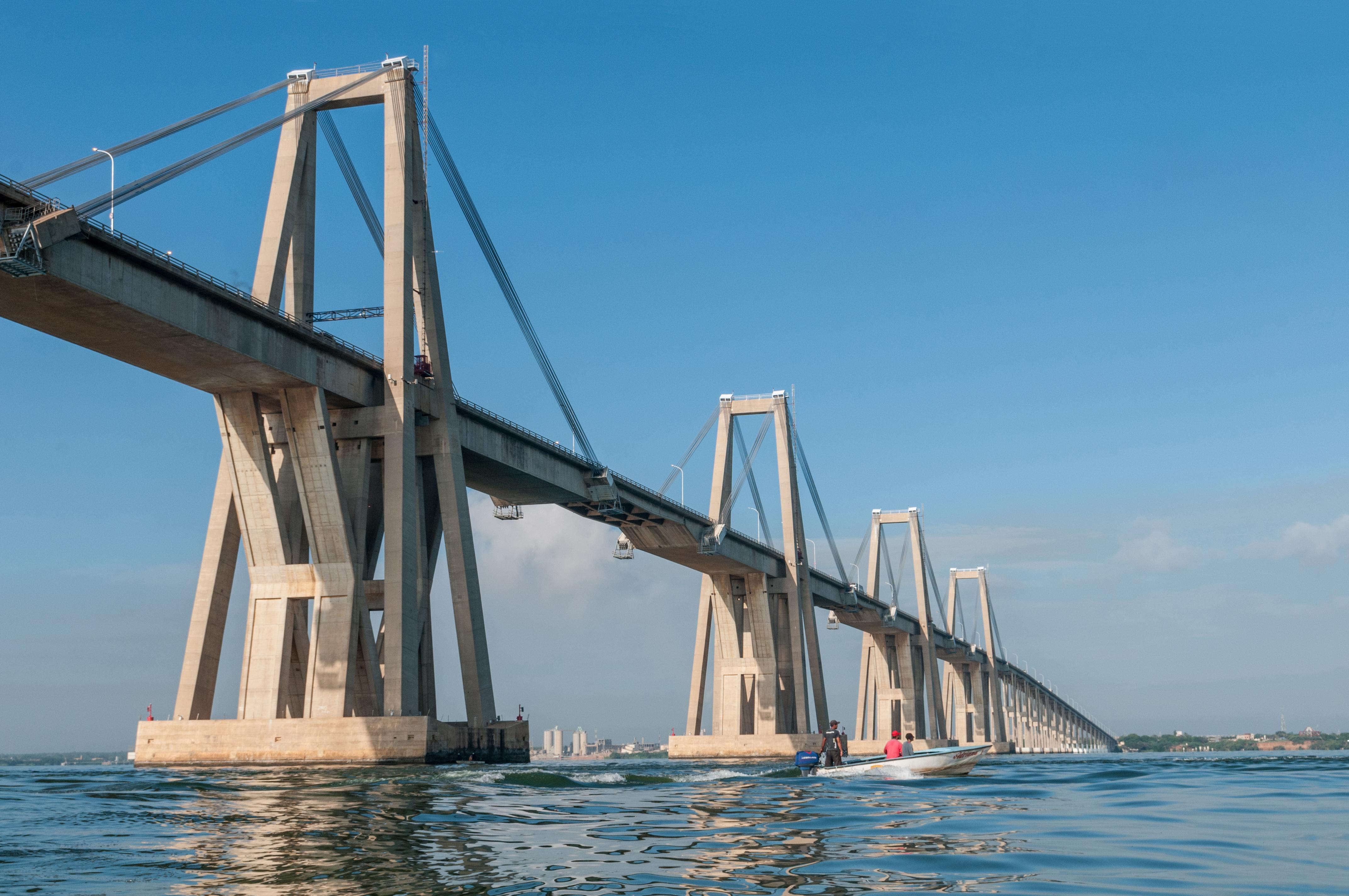
Il ponte General Rafael Urdaneta sul lago di Maracaibo, Venezuela (1962)

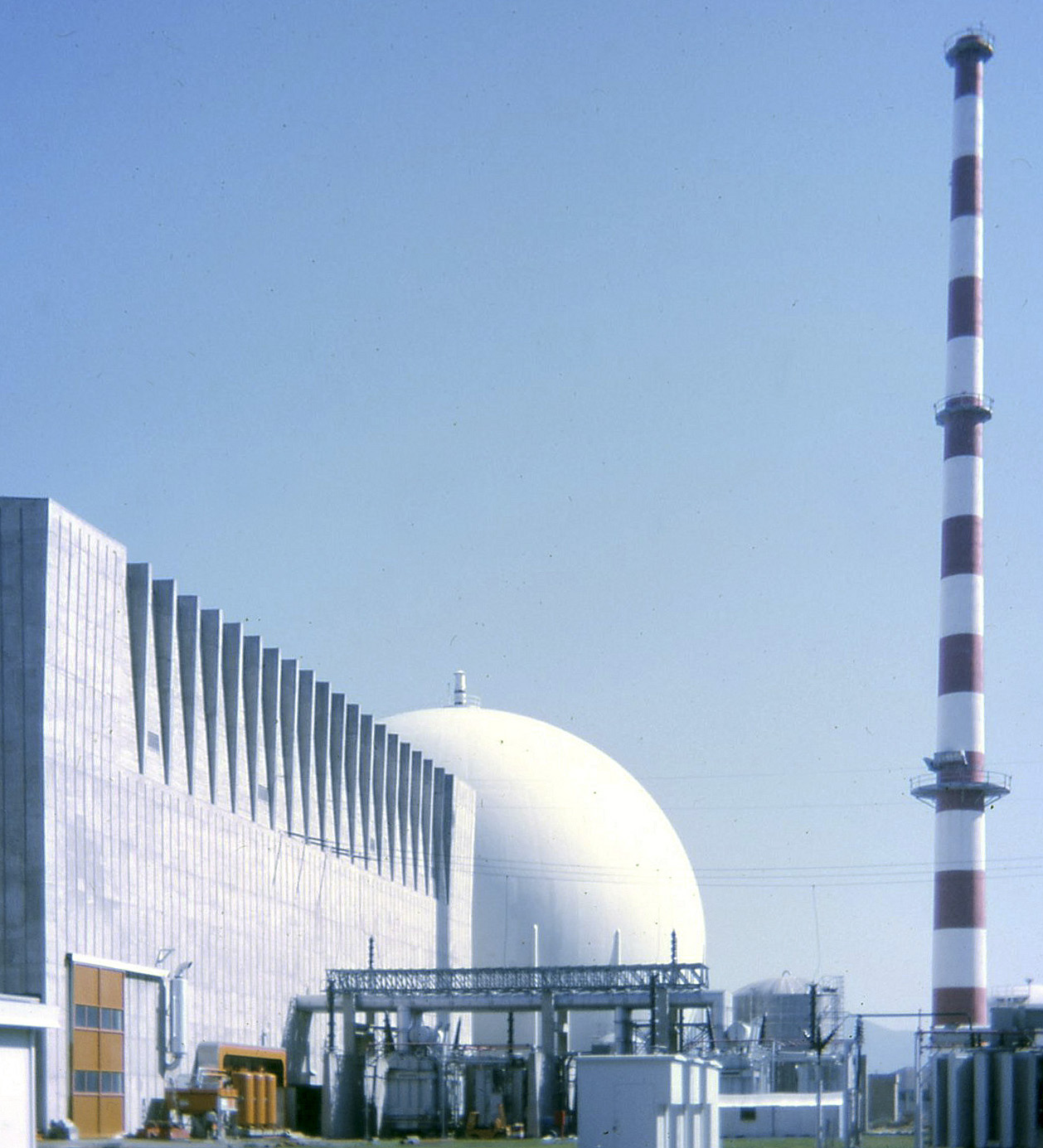
Centrale nucleare del Garigliano, Sessa Aurunca (1964)

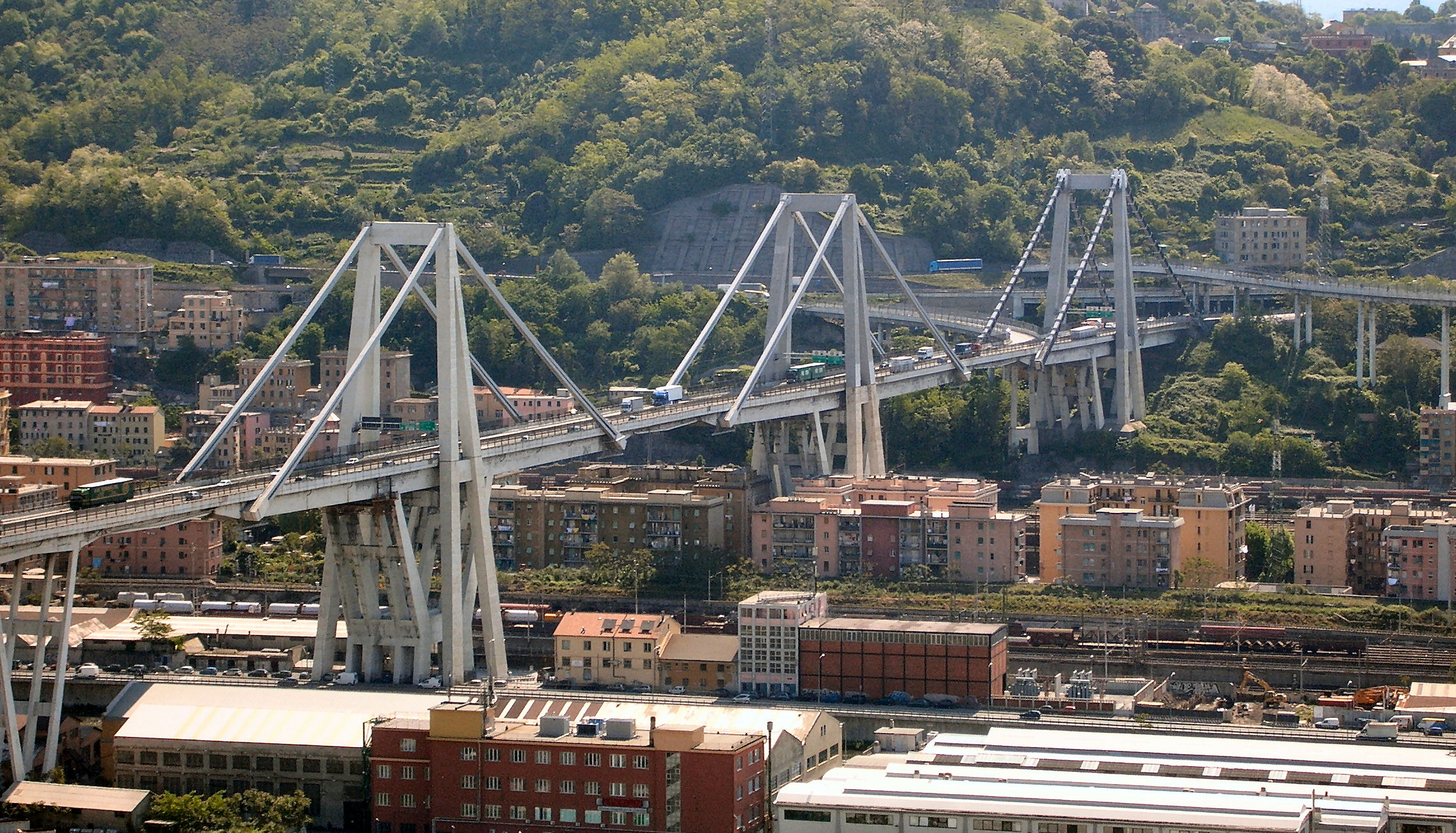
Viadotto Polcevera, Genova (1967); parzialmente crollato nel 2018 e demolito nel 2019

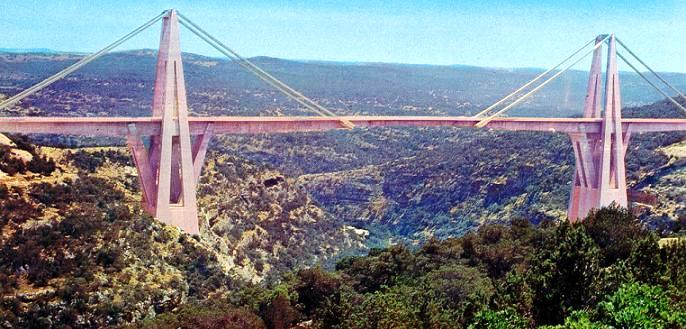
Viadotto di Wadi al-Kuf presso Beida, Libia (1971)

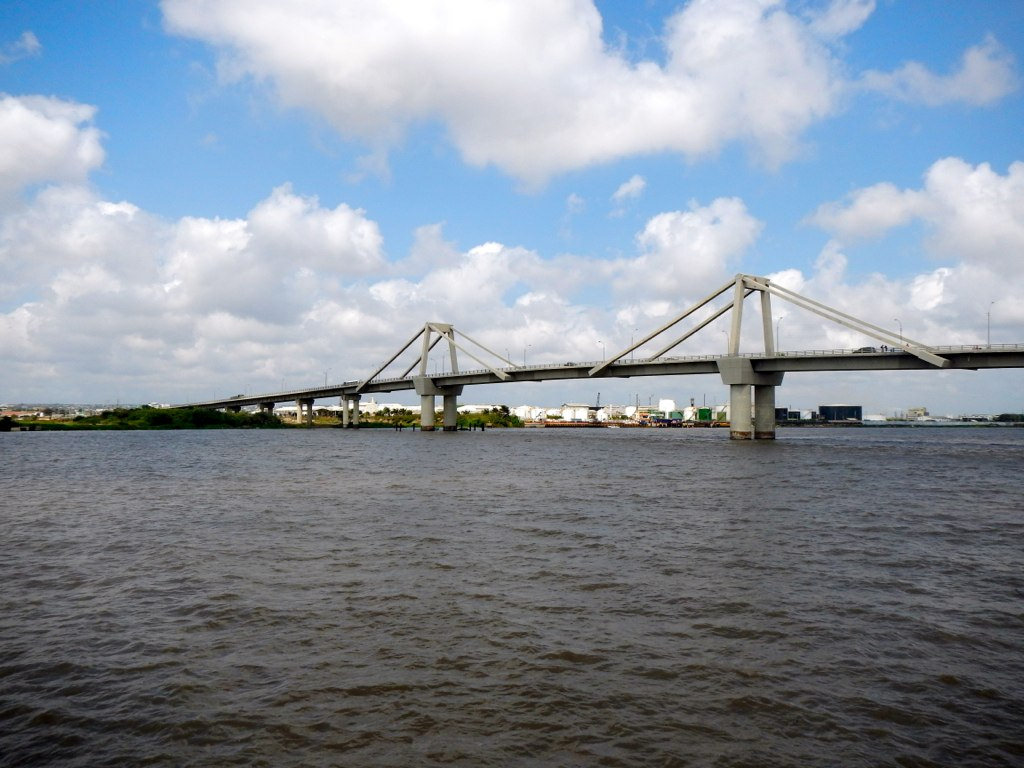
Ponte Alberto Pumarejo a Barranquilla, Colombia (1974)

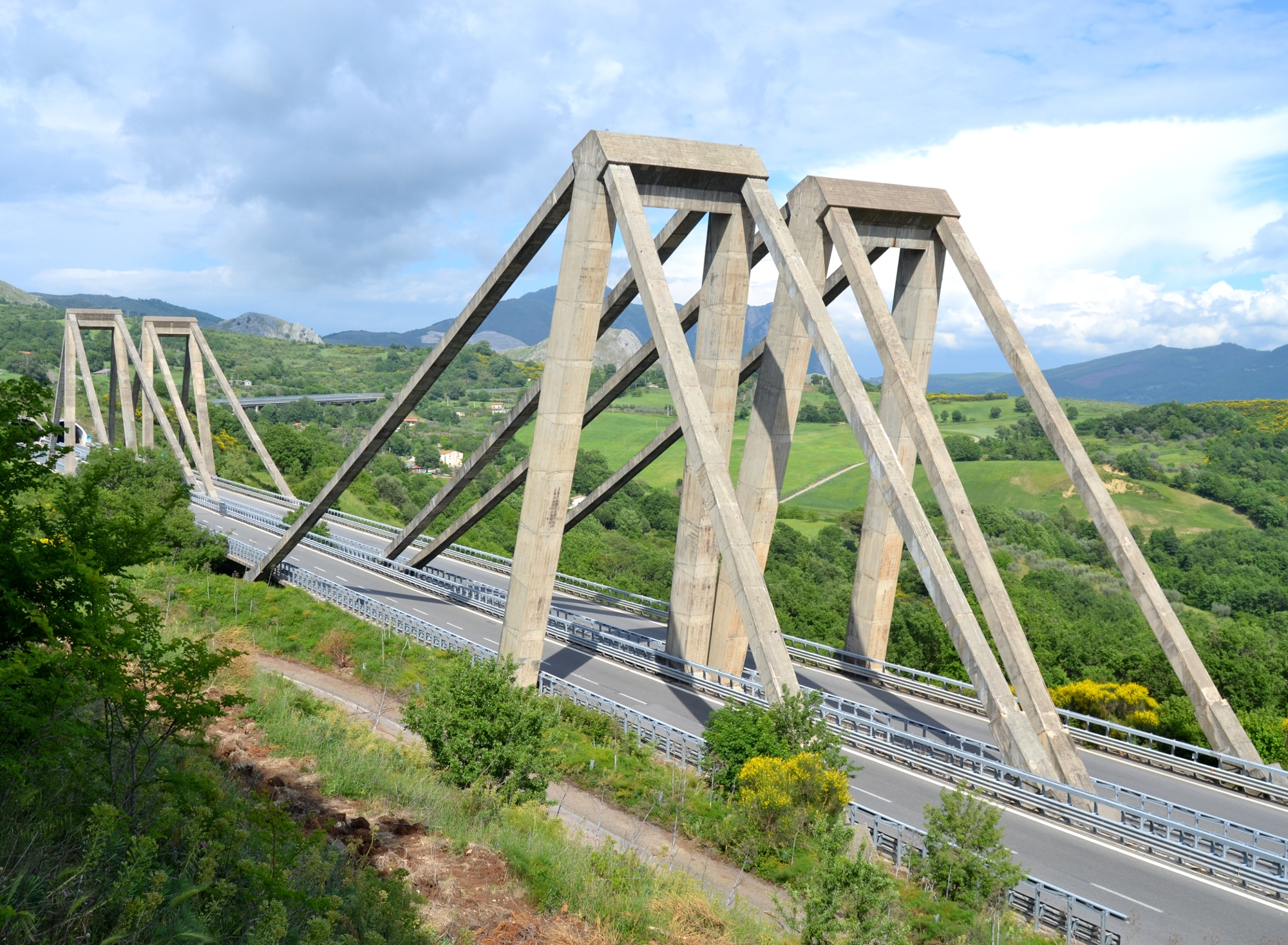
Viadotto Carpineto, raccordo autostradale 5-Basilicata (1977)

Nel 1927 Morandi conseguì alla Sapienza - Università di Roma la laurea in Ingegneria, quindi aprì uno studio professionale. Cominciò col progettare qualche edificio per abitazione e alcuni cinematografi. Nei primi anni trenta, su incarico della Bombrini Parodi Delfino ha progettato l'intera città di Colleferro.
Fece studi sulle strutture di calcestruzzo armato precompresso e cercò di mettere a punto un sistema originale italiano di precompressione. Nel 1948 ottenne il primo brevetto sul sistema di precompressione denominato "Morandi M5". Quindi realizzò varie opere in calcestruzzo armato precompresso (ponti, costruzioni industriali, centrali termoelettriche, ecc.) e al riguardo venne invitato a tenere conferenze presso organismi e centri di ricerca in tutto il mondo.
Nel 1953 diresse i lavori per il rafforzamento di un'ala dell'Arena di Verona mediante l'impiego del suo sistema di precompressione. Nel 1957 vinse il concorso internazionale bandito dal governo del Venezuela per il progetto del ponte General Rafael Urdaneta sul Lago di Maracaibo. Nel 1961 vinse il concorso internazionale bandito dall'UNESCO per il salvataggio dei templi egizi di Abu Simbel, ma il progetto non fu mai realizzato. Nel 1963 divenne membro della Royal Society of Arts di Londra.
Tenne corsi di forma e strutture di ponti presso la Facoltà di Architettura dell'Università degli Studi di Firenze e nel 1971 divenne research professor presso l'Università statale della Florida. Insegnò Tecnologia dei materiali e Tecnica delle costruzioni presso la Sapienza - Università di Roma. Progettò, fra l'altro, il Ponte Amerigo Vespucci a Firenze, il viadotto Fausto Bisantis a Catanzaro, il viadotto Polcevera dell'Autostrada A10 Genova-Ventimiglia (parzialmente crollato il 14 agosto 2018), il ponte sul Wadi al-Kuf e il ponte Giuseppe Capograssi a Sulmona. Ricevette la laurea honoris causa dalla Facoltà di Architettura dell'Università tecnica di Monaco di Baviera e dalla Facoltà di Architettura dell'Università di Reggio Calabria. Morì il 25 dicembre 1989.

## Architettura e calcestruzzo armato
Morandi fu non solo uno studioso ma anche, come molti altri progettisti della sua epoca, un estimatore del calcestruzzo armato, della sua forza, delle possibilità da questo offerte, con in più il pregio dell'economicità. In qualche modo i suoi brevetti mirano quasi al rapporto funzionalista forma - funzione: ottenere ciò che di meglio questo materiale può dare attraverso lo studio non solo di nuove soluzioni tecniche ma anche di nuove strutture spaziali.
In una delle opere più significative, che acquista un rilievo architettonico nell'ambito del razionalismo italiano, il padiglione interrato per il Salone dell'automobile di Torino, si esprime tutta la logica del linguaggio di Morandi. Strutture, mensole, sbalzi, travi, telai in calcestruzzo armato sono articolati in forme quasi astratte, che riaffermano una ricerca dell'uso dei materiali, ferro e cemento, in un linguaggio che ne ottimizzi le qualità statiche ed economiche da un lato, e che ne esalti le caratteristiche di espressione architettonica dall'altro. Antonino Saggio ha definito le sue strutture come dei "ragni", un'elaborazione dello spazio che articola un ambiente costruito libero e funzionale alle esigenze dell'uomo.
Il calcestruzzo armato è stato a lungo considerato quasi "eterno" ed ancora negli anni sessanta il naturale degrado del calcestruzzo era un tema poco conosciuto. Le opere di Morandi non fanno eccezione: ciò ha portato, alcuni decenni dopo, al degrado di alcune strutture da lui progettate, probabilmente anche a causa della loro scarsa manutenzione e/o delle condizioni ambientali. Ne è esempio il viadotto Polcevera a Genova, parzialmente crollato nel 2018, i cui problemi di durabilità accumulati negli anni ne fecero persino considerare la demolizione nel 2009, solo 40 anni dopo la sua costruzione.

## Pubblicazioni
- Studi su una balconata per sale da spettacoli in L'Industria Italiana del Cemento, n° 12, 1940, pp. 35–38.
- Dispositivo per la realizzazione di strutture in cemento armato precompresso in Giornale del Genio Civile, n° 3, 1950
- Coperture industriali ad estradosso piano in calcestruzzo precompresso in L'Industria Italiana del Cemento, n° 9, 1950
- Sur la réalisation d'ouvrages en béton précontrainte in La ricerca scientifica, n° 2, 1951
- Le giornate del precompresso in Roma in L'Industria Italiana del Cemento, n° 7-8, 1954, pp. 162–163
- Strutture di calcestruzzo armato e di calcestruzzo precompresso, Edizioni Dedalo, Roma, 1954
- Advantages of prestressed with particular reference to statically indeterminate structures in Journal of the Institute of engineers, n° 7, 1955
- Convenienza della precompressione con speciale riguardo ai sistemi iperstatici in Giornale del cemento armato precompresso, Roma, 1956, pp. 101–106
- Il rafforzamento statico dell'ala dell'arena di Verona mediante la precompressione in L'Industria Italiana del Cemento, n°2, 1956, pp. 39–41
- Obras de enlace de las orillas del lago de Maracaibo: Puente en concreto precomprimido entre Punta Piedras y Punta Iguana. Roma, Ars Nuova, 1957.
- Su alcune recenti realizzazioni di strutture in calcestruzzo armato e in calcestruzzo precompresso in Atti e rassegna tecnica, n° 8, 1958, pp. 264–277
- Qualche considerazione sull'arte del costruire in L'ingegnere, n° 4, 1961, pp. 299–303
- Strutture di acciaio o di calcestruzzo armato in L'ingegnere italiano, n° 3-4, 1964, pp. 5–7
- Un esempio di prefabbricazione integrale per un complesso di edifici industriali in Prefabbricare, n° 4, 1964
- La prefabbricazione nel progetto delle grandi strutture in Ciclo di conferenze sui temi della prefabbricazione strutturale, Centro Nazionale Studi sulla prefabbricazione strutturale, Torino, Edizioni del Politecnico, 1966, pp. 57–58
- Considerazioni sulla trasformazione della tipologia strutturale in relazione all'evoluzione della scienza delle costruzioni in Costruzioni in cemento armato, vol. 4º, 1967, pp. 105–122
- Considerazioni sugli impalcati sospesi in cemento armato in L'Industria delle Costruzioni, n° 11, 1969, pp. 3–18
- Considerazione su quanto è stato già ottenuto e su quanto è prevedibile ottenere nel campo delle costruzioni in calcestruzzo armato in L'Industria Italiana del Cemento, n° 6, 1971, pp. 441–445
- Qualche considerazione sulle opere di ingegneria civile in rapporto alle varie fasi di esecuzione e a quella finale di esercizio in Le strade, n° 8, 1973, pp. 455–466
- Ricordo di Pier Luigi Nervi in L'Industria Italiana del Cemento, n° 2, 1979, pp. 71–72
- Opere e progetti italiani nel dopoguerra in Casabella, n° 469, 1981, pp. 34–37
- Qualche considerazione sull'evoluzione negli ultimi 60 anni della progettazione di opere in calcestruzzo armato in L'Industria Italiana del Cemento, n° 2, 1985, pp. 118–120

## Opere e progetti
- 1931 - Villino in viale Vaticano, Roma
- 1932 - Cinematografo Odescalchi, (poi Majestic), Roma (con V. Marchi)
- 1932 - Autorimessa Piccini, via delle Fornaci, Roma
- 1934 - Chiesa di Santa Barbara, Colleferro
- 1933/34 - Cinema Augustus, Corso Vittorio, Roma (con A. Lombardini)
- 1935 - Cementificio a Colleferro, Roma
- 1935/39 - Cinema-teatro Giulio Cesare con soprastante edificio, viale Giulio Cesare, Roma
- 1938 - Cinema-Teatro Quattro Fontane, in via Quattro Fontane, Roma (intervento di restauro)
- 1941/49 - Palazzina in via delle Terme Daciane, Roma
- 1945 - Ponte San Giorgio sul fiume Liri, Frosinone
- 1946 - Cinematografo Astoria in via Stoppani, Roma
- 1947 - Cinematografo Alcyone, via Lago di Lesina, Roma (con G. Gandolfi)
- 1947/48 - Cinematografo Bologna, via Stamira a Roma
- 1948 - Centrale termoelettrica S.R.E. a San Paolo, Roma
- 1949 - Ponte di San Niccolò, Firenze
- 1949 - Ponte a travata sull'Elsa, Canneto
- 1949/50 - Ponte detto del "Grillo" sul Tevere, Roma
- 1950 - Palazzina in via Martelli, Roma
- 1950 - Auditorium dell'Accademia Musicale di Santa Cecilia, Via Flaminia, Roma (con C. Carrara, P. Baruffi, progetto);
- 1950/54 - Stabilimento per la produzione delle fibre sintetiche al Castellaccio, presso Anagni, Frosinone
- 1950/51 - Fabbrica di fiammiferi a Zaule, Trieste
- 1951/52 - Centrale termoelettrica a Civitavecchia, Roma (con l'Ufficio Tecnico dell'Impresa Mantelli di Genova,)
- 1952 - Ponte di Giunture sul Liri, Sant'Apollinare, Frosinone
- 1952 - Ponte sull'Arno tra Empoli e Spicchio di Vinci, inaugurato nel 1954
- 1952/54 - Ponte Morandi, passerella pedonale sul torrente Lussia nella valle dell'Edron, a Vagli di Sotto in Alta Garfagnana, Lucca
- 1952/55 - Torri Morandi, Messina. Realizzate per l'elettrodotto sullo Stretto di Messina, costituivano il blocco di ancoraggio dei cavi che trasportavano l'energia elettrica in Sicilia. Oggi sono in disuso e in stato di abbandono
- 1953 - Ponte sul Liri a Sora, Frosinone
- 1953 - Autorimessa a Firenze
- 1953/55 - Rafforzamento statico di un'ala dell'arena di Verona
- 1953/54 - Paul Sauer Bridge sullo Storms River, Elizabethville, Sudafrica
- 1953/55 - Cementificio a Scafa San Valentino, Pescara
- 1954 - Ponte "Gornalunga", Enna
- 1954 - Ponte sul Cerami, Gagliano Castelferrato, Enna
- 1954 - Centrale termoelettrica S.R.E. (Società Romana Elettricità), Fiumicino, Roma
- 1954 - Viaducto Nuova Repubblica, Caracas, Venezuela
- 1954/56 - Ponte Amerigo Vespucci sul fiume Arno, Firenze (con G. e P. Gori, F. Nerli)
- 1954/57 - Cinema Maestoso con soprastante edificio per abitazioni, via Appia Nuova, Roma
- 1954/58 - Centrale termoelettrica Santa Barbara, Cavriglia, Arezzo
- 1955 - Ponte San Nicola, Benevento[26][27]
- 1955/57 - Centro studi e stabilimenti Bombrini, Parodi-Delfino a Colleferro, Roma
- 1956/57 - Mercato coperto "Metronio", via Magna Grecia, Roma
- 1957 - Cementificio Calci e Cementi a Savignano sul Panaro, Modena
- 1957 - Ponte sul canale navigabile di Fiumicino sulla strada Ostia-Fiumicino, Roma
- 1957 - Ponte sul Sambro per l'Autostrada Firenze-Bologna
- 1957 - Ponte General Rafael Urdaneta sulla laguna di Maracaibo, Venezuela
- 1957 - Viadotto sul Setta presso "La Quercia", Bologna, per l'Autostrada Firenze-Bologna
- 1957/60 - Terminal dell'Aeroporto Internazionale Leonardo da Vinci, Fiumicino, Roma (con A. Luccichenti, V. Monaco, A. Zavitteri, realizzato)
- 1957/62 - Centrale nucleare del Garigliano, Minturno, Latina
- 1958/59 - Quinto padiglione di Torino Esposizioni al Parco del Valentino, Torino
- 1958/60 - Cavalcavia della via Olimpica su Corso di Francia, Roma
- 1958/61 - Viadotto sul Fiumarella, Catanzaro
- 1959 - Palazzo del lavoro, Torino (con G. Gambetti, A. Origlia D'Isola, progetto)
- 1959/60 - Salone dell'automobile, Torino
- 1959/62 - Palazzo degli Uffici Comunali di Carrara
- 1959/64 - Centrale termoelettrica Selt Valdarno, Marzotto, Livorno
- 1960 - Ponte sul Columbia River, Canada (con Choukalos, Woodburn e Mckenzie Ldt)
- 1960/61 - Sollevamento dei templi egizi di Abu Simbel nell'Alto Egitto (con G. Colonnetti, P. Gazzola, progetto)
- 1960/62 - Ponte "Giuseppe Capograssi", Sulmona, L'Aquila
- 1960/64 - Viadotto sul torrente Polcevera e sul parco ferroviario a Genova, autostrada Genova-Savona
- 1960/65 - Centrale termoelettrica "Marzocco", Livorno
- 1961 - Aviorimessa DC8 e officine Alitalia nell'Aeroporto Leonardo da Vinci a Fiumicino, Roma (con A. Luccichenti, V. Monaco, A. Zavitteri)
- 1961 - Monorotaia Alweg per l'Esposizione Italia '61 a Torino
- 1961/62 - Centrale termoelettrica Torre Valdaliga, Civitavecchia, Roma (con M. Magistrelli)
- 1962 - Ponte a Göteborg, Svezia
- 1962/63 - Cementificio Calci e Cementi di Segni a Colleferro, Roma
- 1962/64 - Ponte sul Lago di Paola, Sabaudia, Latina
- 1963/67 - Albergo-ristorante "Alfonso al Faro", a San Felice Circeo, Latina (con E. Moretti)
- 1963/67 - Viadotto sull'ansa del Tevere nel tratto di Autostrada Roma-Aeroporto di Fiumicino presso la Magliana, Roma,
- 1964 - Autorimessa Zeppieri a Frosinone
- 1964/67 - Centrale termoelettrica di Bastardo, Foligno
- 1964/68 - Ponti sul rio Guayas presso Guayaquil, Ecuador
- 1965 - Chiesa di San Nilo Abate, Gaeta[28]
- 1965/66 - Viadotto sul Favazzina presso Scilla, Reggio Calabria, per l'autostrada Salerno-Reggio Calabria
- 1965/71 - Ponte sul Wadi al-Kuf presso Beida, Libia (con A. Rinelli, A. U. Manella, O. Scrosky)
- 1965/74 - Consolidamento della Torre pendente di Pisa (progetto)
- 1966 - Villa a Salto di Fondi, Latina (con Elena Moretti)
- 1966/67 - Vasche navali in via Vallerano, Roma
- 1966/68 - Viadotto Scirò per l'Autostrada Salerno-Reggio Calabria
- 1967/70 - Studi per l'asse attrezzato a Roma (con V. Delleani, M. Fiorentino, F. e L. Passarelli, L. Quaroni, B. Zevi, - Studio Asse - progetto)
- 1967 - Viadotto sul Lontrano dell'Autostrada Salerno-Reggio Calabria
- 1968 - Ponte sul Salso a Licata, Agrigento
- 1969/73 - Centro Commerciale "La Piramide" ad Abidjan, Costa d'Avorio (con R. Olivieri)
- 1969/70 - Fiumicino, Roma
- 1969/70 - Centro di manutenzione per aerei Boeing 747 dell'Alitalia nell'Aeroporto Leonardo da Vinci
- 1969 - Ponte sul Rio Guayas a Guayaquil, Ecuador
- 1969 - Palazzo dello Sport a Milano (con Prof. Arch. Dagoberto Ortensi, Dott. Ing. Vottorio Mosco, Dott. Ing.Sergio Musmeci, Dott. Ing. Italo Stegher; progetto)
- 1970 - Viadotto Akragas, vicino alla Valle dei Templi ad Agrigento
- 1970 - Ponte sul Rio Magdalena a Barranquilla - Colombia
- 1970/78 - Terminal dell'aeroporto "Fontana Rossa" a Catania
- 1970/72 - Viadotto sulla Costa Viola presso Scilla sull'autostrada Salerno-Reggio Calabria
- 1971/1989 - Studi e proposte per il Ponte sullo stretto di Messina (progetti)
- 1971 - Studio per un ponte sul Corno D'Oro, Istanbul, Turchia (progetto)
- 1971 - Centro elettronico per elaborazione dati dell'Alitalia alla Magliana, Roma
- 1971 - Ponte a Taranto sul Mar Piccolo
- 1971/74 - Viadotto Carpineto per la superstrada Basentana presso Vietri, Potenza
- 1973/76 - Viadotto San Francesco per la strada Garganica, Foggia
- 1973/77 - Ponte Costanzo sull'Irminio presso Ragusa per la Strada statale 115 Sud Occidentale Sicula (con A. Petruzzi)
- 1973/78 - Rampe di collegamento fra le autostrade esterne e il porto di Napoli (con L Tocchetti, A. Polese, R. Di Martino)
- 1975/88 - Hotel Ergife, via Aurelia, Roma (con B.M. Cesarano)
- 1976/77 - Sede centrale della Società F.A.T.A., Pianezza, Torino (con O. Niemeyer, M. Gennari)
- 1977 - Edifici di edilizia economica e popolare a Corviale, Roma (con M. Fiorentino e altri)
- 1979/80 - Ponte sul vallone Cardinale, Siracusa
- 1979/80 - Grandi serbatoi idrici in Nigeria
- 1979/83 - Serbatoio idrico a Valenzano - Bari
- 1981/84 - Aviorimessa per la manutenzione degli aerei nell'Aeroporto Internazionale Leonardo da Vinci a Fiumicino, Roma (con Studio Trella, L. Nusiner, C. Presenti)
- 1983 - Ponte di Cortes, Madrid - Spagna
- 1983 - Ponte sulla Drava (Brücke über Drau) Lienz, Austria
- 1983/85 - Chiesa di Santa Maria Madre del Redentore a Tor Bella Monaca, Roma (con P. Spadolini)
- 1984 - Viadotto Stronetta per l'Autostrada dei Trafori, tratto Carpugnino-Feriolo, Stresa
- 1984/89 - Santuario della Madonna delle Lacrime, Siracusa, (con P. Parat, M. Andrult) (da progetto del 1957)
- 1986/88 - Viadotto Rotaro nei pressi di Lauria, Potenza
- 1988 - Autorimessa in via delle Vigne Nuove, Roma
- 1989 - Chiesa nel centro direzionale di Napoli (con P. e G. Spadolini, B. Piscione, R. Sparcio)

## Riconoscimenti
- Accademico di San Luca[17]
- Insignito nel 1983 del Premio Feltrinelli conferito dall'Accademia dei Lincei.[31]